# Andrew Jay Feustel
Andrew Jay Feustel (Lancaster, Pennsylvania, 1965. augusztus 25. –) amerikai geofizikus, űrhajós.

## Életpályája
1989-ben a Purdue Egyetemen földtudományi ismeretekből diplomázott. 1991-ben ugyanott geofizikából doktorált (PhD.). 1995-ben a Queen Egyetemen (Kanada) megvédte doktori diplomáját. Amerikában és Kanadában több bánya alkalmazta geológusként.
2000. június 26-tól a Lyndon B. Johnson Űrközpontban részesült űrhajóskiképzésben. 2006 júniusában egy 7 napos tenger alatti (NASA Extreme Environment Mission Operations NEEMO 10) kiképzésen vett rész. Két űrszolgálata alatt összesen 28 napot, 15 órát és 17 percet (687 óra) töltött a világűrben.

## Űrrepülései
- STS–125, az Atlantis űrrepülőgép 30. repülésének küldetés specialistája. Az űrhajósok az ötödik nagyjavítást végezték a Hubble űrtávcsövön (HST). Egy IMAX kamerával felvették a javítás minden  pillanatát. 2014-ig nem kell javító munkálatokat végezni. Első űrszolgálata alatt összesen 12 napot, 21 órát és 38 percet (309 óra) töltött a világűrben. Három űrséta (kutatás, szerelés) alatt összesen 20 órát és 58 percet töltött a világűrben. 8 500 000 kilométert (5 300 000 mérföldet) repült, 197 alkalommal kerülte meg a Földet.
- STS–134 az Endeavour űrrepülőgép 25., repülésének küldetésfelelőse. Barack Obama a harmadik elnök, aki megtekintett egy fellövési műveletet. Többek között az Alfa mágneses spektrométert (AMS) és alkatrészeit, köztük két S-sáv távközlési antennát, egy nagynyomású gáztartályt és további alkatrészeket a Dextre robothoz. Visszafelé bepakolták a csomagoló anyagokat, kutatási eredményeket, a szemetet. Első alkalom, hogy az ISS fedélzetén egyszerre kettő családtag tartózkodott. Második űrszolgálata alatt összesen 15 napot, 17 órát és 39 percet töltött a világűrben. Kettő űrséta alatt összesen 21 órát és 20 percet töltött a világűrben. 10 477 185 kilométert (6 510 221 mérföldet) repült.